# Andrej Nikolajevitsj Tychonov

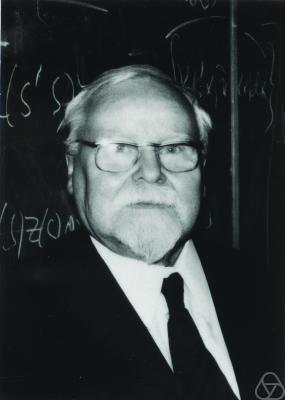

Andrey Nikolajevitsj Tychonov (Russisch: Андрей Николаевич Тихонов) (Gzhatsk, 30 oktober 1906 - Moskou, 8 november 1993) was een Sovjet- en Russische wiskundige die bekend is voor zijn belangrijke bijdragen aan de topologie, de functionaalanalyse, de wiskundige natuurkunde en slecht gestelde problemen. Tychonov publiceerde oorspronkelijk in het Duits, vandaar dat men soms ook de transliteratie met dubbel-ff zoals in het toenmalige Duits gebruikelijk, tegenkomt.